# Acmaeodera vulturei
Acmaeodera vulturei är en skalbaggsart som beskrevs av Knull 1938. Acmaeodera vulturei ingår i släktet Acmaeodera och familjen praktbaggar. Inga underarter finns listade i Catalogue of Life.